# Quadrangle de Ganiki Planitia
Le quadrangle de Ganiki Planitia (littéralement :  quadrangle de la plaine de Ganiki), aussi identifié par le code USGS V-14, est une région cartographique en quadrangle sur Vénus. Elle est définie par des latitudes comprises entre 25° et 50° N et des longitudes comprises entre 180° et 210° E,. Il tire son nom de la plaine de Ganiki.